# 乌季达
乌季达（阿拉伯语：‎）又稱瓦伊達，位于摩洛哥东部，是东部大区的首府。

## 友好城市
- 法國 格勒诺布尔